# Diplocephalus alpinus
Diplocephalus alpinus là một loài nhện trong họ Linyphiidae. Chúng được Octavius Pickard-Cambridge miêu tả năm 1872.

## Phân loài
- Diplocephalus alpinus strandi Gábor von Kolosváry, 1937
- Diplocephalus alpinus subrufus Rosca, 1935